# Artesian (Dakota del Sud)
Artesian è un comune (town) degli Stati Uniti d'America della contea di Sanborn nello Stato del Dakota del Sud. La popolazione era di 138 abitanti al censimento del 2010.

## Geografia fisica
Artesian è situata a 44°00′27″N 97°55′24″W (44.007512, -97.923379).
Secondo lo United States Census Bureau, la città ha una superficie totale di 1,43 km², dei quali 1,43 km² di territorio e 0 km² di acque interne (0% del totale).
Ad Artesian è stato assegnato lo ZIP code 57314 e lo FIPS place code 02380.

## Storia
Quando fu creato il primo insediamento ad Artesian nel 1883, si chiamava "Diana". Un ufficio postale chiamato Diana era stato creato nel 1883, il nome gli fu cambiato in Artesian City nel 1887, e infine in Artesian nel 1889. L'attuale nome della città si riferisce agli acquiferi artesiani e pozzi artesiani vicini al sito originale della città.

## Società

### Evoluzione demografica
Secondo il censimento del 2010, la popolazione era di 138 abitanti.

### Etnie e minoranze straniere
Secondo il censimento del 2010, la composizione etnica della città era formata dall'89,86% di bianchi, lo 0% di afroamericani, lo 0% di nativi americani, lo 0,72% di asiatici, lo 0% di oceanici, il 3,62% di altre etnie, e il 5,8% di due o più etnie. Ispanici o latinos di qualunque etnia erano il 5,8% della popolazione.